# Nikolai Konstantinowitsch Michailowski

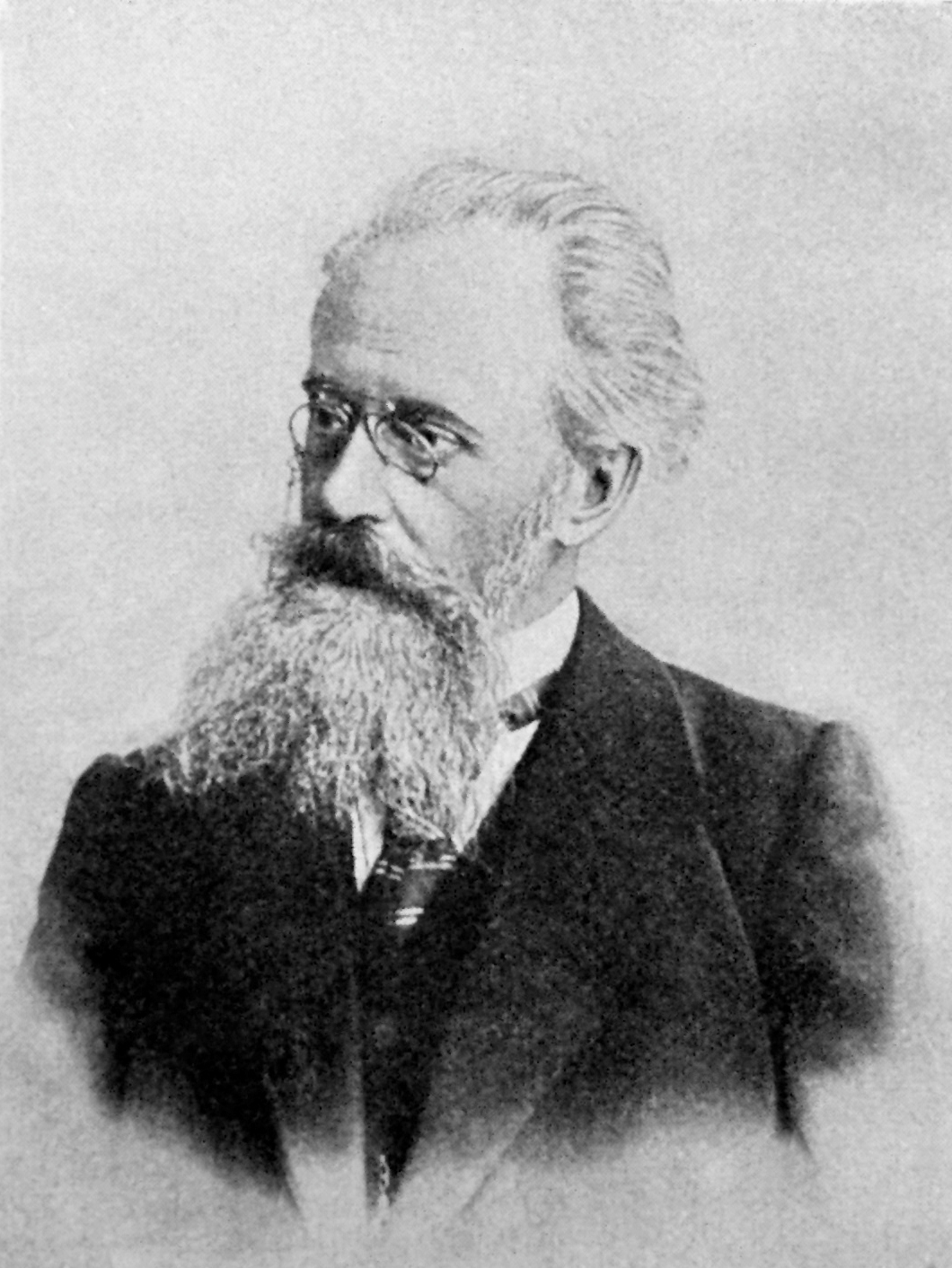
Nikolai Konstantinowitsch Michailowski

Nikolai Konstantinowitsch Michailowski (russisch Николай Константинович Михайловский; wiss. Transliteration
Nikolaj Konstantinovič Michajlovskij; geb. 27. November 1842 in Meschtschowsk; gest. 10. Februar 1904 in St. Petersburg) war ein russischer Literaturkritiker, Soziologe und Publizist, Autor über öffentliche Angelegenheiten und einer der Theoretiker der Narodniki-Bewegung. Er verwendete verschiedene Pseudonyme.

## Leben
Er war einer der bedeutendsten Vertreter der russischen Narodniki. Im Gegensatz zu vielen anderen seiner Landsleute, beschloss Michailowski, in Russland zu bleiben. Er schrieb langjährig für die Otetschestwennye Sapiski (‚Vaterländische Annalen‘), deren Direktor er war. Er leitete auch Russkoje Bogatstwo (‚Russischer Reichtum‘), zusammen mit Wladimir Korolenko. Wichtig war sein Beitrag zur Literaturkritik. Er schrieb mehrere Aufsätze zu den bekanntesten Autoren seiner Zeit, darunter Leo Tolstoi, Iwan Turgenjew und Fjodor Dostojewski.
Er war politisch gegen den Marxismus eingestellt und stritt u. a. mit Plechanow und Lenin. Lenin schrieb ein politisches Pamphlet zu diesem Thema Was sind die „Volksfreunde“ und wie kämpfen sie gegen die Sozialdemokraten?  (Čto takoe druz'ja naroda i kak oni vojujut protiv social-demokratov?; entstanden 1894). Auch Gorki schrieb über ihn.
In vielen philosophiegeschichtlichen Werken taucht Michailowskis Name auf, genannt seien z. B. die von Losski (unter den russischen Positivisten), Nikandrow/Galaktionow oder  Andrzej Walicki.